# A Matter of Duty
A Matter of Duty – album koncertowy Elvisa Presleya, składający się z utworów nagranych w Mobile w Alabamie 29 sierpnia 1976 r. Presley miał na sobie White Egyptian Bird suit. Album został wydany w 2012 roku.

## Lista utworów
1. "2001"
2. "See See Rider"
3. Elvis Talks
4. "I Got a Woman – Amen"
5. Elvis Talks
6. "Love Me"
7. "If You Love Me"
8. "You Gave Me a Mountain"
9. "All Shook Up"
10. "Teddy Bear – Don’t Be Cruel"
11. "And I Love You So"
12. "Jailhouse Rock"
13. "Fever"
14. "America the Beautiful"
15. "Band Introductions"
16. "Early Morning Rain"
17. "What’d I Say"
18. "Johnny B. Goode"
19. "Drum Solo" (Ronnie Tutt)
20. "Bass Solo 1" (Jerry Scheff)
21. "Bass Solo 2" (Jerry Scheff)
22. "Piano Solo" (Tony Brown)
23. "Electric Piano and Clavinet Solo" (David Briggs)
24. "Love Letters"
25. "School Days"
26. "Hurt #1"
27. "Hurt #2"
28. "Hound Dog"
29. "My Heavenly Father (Kathy Westmoreland)"
30. Elvis Talks
31. "That’s All Right"
32. "Mystery Train - Tiger Man"
33. "Can’t Help Falling in Love"
34. "Closing Vamp"

## Bonus - 25 listopada, 1976Eugene,Oregon
1. "It’s Now or Never"
2. "Hurt"
3. "Hawaiian Wedding Song"